# Лейстус рыжеватый
Лейстус рыжеватый (лат. Leistus terminatus) — евро-сибирский вид жуков подсемейства плотинников (Nebriinae) из семейства жужелиц (Carabidae). Распространён в России и Европе. Длина тела 6—8 мм. Имаго красновато-коричневые с чёрной головой. Особи влаголюбивые и обычно обитают среди зарослей травы, на мху, среди ольховых (Alnus) кустарников и в другой затемнённой сырой среде, включая горный карликовый кустарниковый вересчаник. Встретить жуков можно под камнями, отпавшей корой, в дерновине и т. п.